# خورخي سوتو
خورخي أنتونيو سوتو غوميز (بالإسبانية: Jorge Soto)‏ (مواليد 27 أكتوبر 1971 في ليما) لاعب كرة قدم بيروفي دولي معتزل كان يجيد اللعب في خط الوسط .

## مسيرته الكروية
لعب خورخي سوتو خلال مسيرته الاحترافية مع 6 أندية في اثنين وعشرين موسمًا وسجل خلالها 163 هدف ضمن 576 مباراة. ولم يفز بأي موسم بالكأس وفاز في خمسة مواسم بالدوري.
خاض خورخي سوتو مسيرته مع ديبورتيفو مانيسيبال ‏ في موسم 1990 واستمر معه طيلة ثلاثة مواسم، مشاركًا في 42 مباراة سجل خلالها 6 أهداف. ثم انتقل إلى نادي سبورتينغ كريستال في عامي 1993-1995 في المرة الأولى ولمدة موسمين ثم في موسم 1999 ليلعب معه تسعة مواسم ثم في موسم 2004 ليلعب معه أربعة مواسم، حيث شارك طوالها في 484 مباراة سجل خلالها 152 هدف. لينتقل بعدها إلى نادي لانوس في موسم 1999–00 لمدة موسم واحد، مشاركًا في 15 مباراة سجل خلالها 3 أهداف. ثم انتقل إلى نادي سان لويس في موسم 2003–04 لمدة موسم واحد، مشاركًا في 12 مباراة ولم يسجل أي هدف. هذا وانتقل لاحقًا إلى نادي ميلغار أريكيبا ما بين عامي 2008 و2009 لمدة موسم واحد، مشاركًا في 16 مباراة سجل خلالها هدفين.

## روابط خارجية
- خورخي سوتو على موقع الاتحاد الدولي (مؤرشف)  (الإنجليزية)
- خورخي سوتو على موقع قاعدة بيانات كرة القدم.إي يو (الإنجليزية)
- خورخي سوتو على موقع ناشيونال فوتبول تيمز (الإنجليزية)